# Faÿ-lès-Nemours
Faÿ-lès-Nemours és un municipi francès, situat al departament de Sena i Marne i a la regió de Illa de França. L'any 2007 tenia 451 habitants.
Forma part del cantó de Nemours, del districte de Fontainebleau i de la Comunitat de comunes Pays de Nemours.

## Demografia

### Població
El 2007 la població de fet de Faÿ-lès-Nemours era de 451 persones. Hi havia 170 famílies, de les quals 27 eren unipersonals (12 homes vivint sols i 15 dones vivint soles), 54 parelles sense fills, 70 parelles amb fills i 19 famílies monoparentals amb fills.
La població ha evolucionat segons el següent gràfic:
Habitants censats

### Habitatges
El 2007 hi havia 199 habitatges, 172 eren l'habitatge principal de la família, 15 eren segones residències i 12 estaven desocupats. 188 eren cases i 11 eren apartaments. Dels 172 habitatges principals, 151 estaven ocupats pels seus propietaris, 20 estaven llogats i ocupats pels llogaters i 1 estava cedit a títol gratuït; 5 tenien dues cambres, 18 en tenien tres, 46 en tenien quatre i 102 en tenien cinc o més. 154 habitatges disposaven pel capbaix d'una plaça de pàrquing. A 68 habitatges hi havia un automòbil i a 101 n'hi havia dos o més.

### Piràmide de població
La piràmide de població per edats i sexe el 2009 era:
| Homes | Edats   | Dones |
| ----- | ------- | ----- |
| 0     | 95 o +  | 0     |
| 0     | 90 a 94 | 4     |
| 0     | 85 a 89 | 0     |
| 0     | 80 a 84 | 0     |
| 8     | 75 a 79 | 8     |
| 16    | 70 a 74 | 16    |
| 4     | 65 a 69 | 12    |
| 8     | 60 a 64 | 8     |
| 12    | 55 a 59 | 8     |
| 12    | 50 a 54 | 24    |
| 32    | 45 a 49 | 20    |
| 24    | 40 a 44 | 36    |
| 8     | 35 a 39 | 4     |
| 4     | 30 a 34 | 16    |
| 16    | 25 a 29 | 0     |
| 0     | 20 a 24 | 12    |
| 16    | 15 a 19 | 20    |
| 28    | 10 a 14 | 24    |
| 16    | 5 a 9   | 20    |
| 12    | 0 a 4   | 0     |

## Economia
El 2007 la població en edat de treballar era de 296 persones, 219 eren actives i 77 eren inactives. De les 219 persones actives 206 estaven ocupades (105 homes i 101 dones) i 13 estaven aturades (6 homes i 7 dones). De les 77 persones inactives 27 estaven jubilades, 27 estaven estudiant i 23 estaven classificades com a «altres inactius».

### Ingressos
El 2009 a Faÿ-lès-Nemours hi havia 172 unitats fiscals que integraven 467,5 persones, la mediana anual d'ingressos fiscals per persona era de 21.819 €.

### Activitats econòmiques
Dels 15 establiments que hi havia el 2007, 1 era d'una empresa extractiva, 1 d'una empresa de fabricació de material elèctric, 1 d'una empresa de fabricació d'altres productes industrials, 6 d'empreses de construcció, 1 d'una empresa immobiliària, 3 d'empreses de serveis, 1 d'una entitat de l'administració pública i 1 d'una empresa classificada com a «altres activitats de serveis».
Dels 7 establiments de servei als particulars que hi havia el 2009, 2 eren paletes, 1 lampisteria, 1 empresa de construcció, 1 veterinari, 1 agència immobiliària i 1 saló de bellesa.
L'any 2000 a Faÿ-lès-Nemours hi havia 7 explotacions agrícoles que ocupaven un total de 798 hectàrees.

## Poblacions més properes
El següent diagrama mostra les poblacions més properes.